# Монастир Чертоза-ді-Павія
Монастир Чертоза-ді-Павія (Certosa di Pavia) — монастир у Ломбардії, північна Італія, розташований поблизу невеликого однойменного містечка в провінції Павія, 8. км на північ від Павії. Побудований у 1396-1495 роках, він колись був розташований на кордоні великого мисливського парку, що належав родині Вісконті з Мілана, від якого сьогодні залишилися лише розрізнені частини. Це один з найбільших монастирів Італії.
Чертоза — італійська назва будинку монастирського монашого ордену картузіанців, заснованого святим Бруно в 1044 році в Гранде Шартрез. Хоча картузіанці в свої ранні століття були відомі своєю відокремленістю, аскетизмом і простотою своєї архітектури, Чертоза відома багатством своєї архітектури, як у готичному, так і в ренесансному стилях, а також своєю колекцією творів мистецтва.

## Історія
Джан Галеаццо Вісконті, спадковий лорд і перший герцог Мілана, доручив будівлю Чертоза архітектору Марко Соларі, відкривши роботи та заклавши камінь у фундамент 27 серпня 1396 року, як зафіксовано барельєфом на фасаді. Місце було стратегічно вибрано на півдорозі між Міланом і Павією, другим містом герцогства, де герцог проводив свій двір.

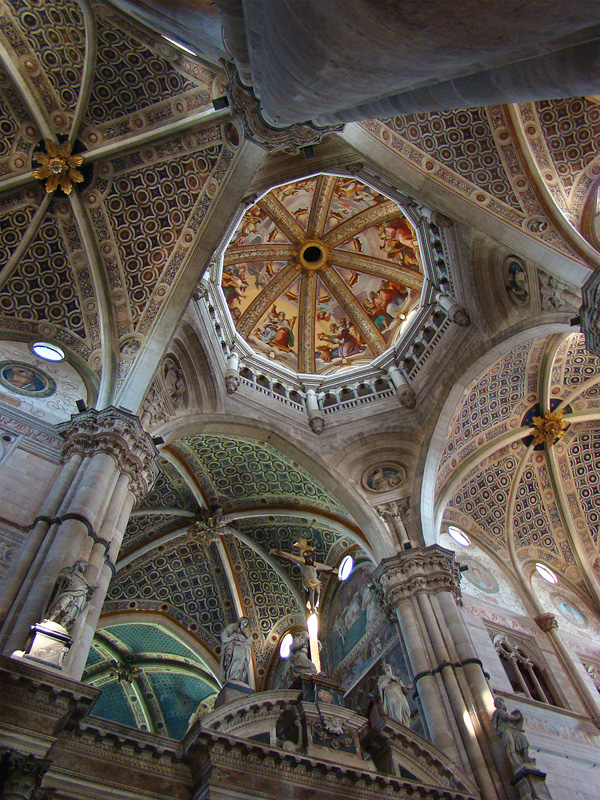
Інтер'єр церкви.

Церква, остання будівля комплексу, яка буде побудована, мала стати сімейним мавзолеєм Вісконті. Він був спроектований як грандіозна споруда з нефом і двома боковими нефами, незвичний для картузіанського ордену тип. Неф у готичному стилі був завершений у 1465 році.
Однак з моменту заснування в Італії поширився Ренесанс, і решта споруди була побудована за новим стилем, перепроектованим Джованні Соларі, продовженим його сином Гініфорте Соларі. Освячення церкви відбулося 3 травня 1497 року. Нижня частина фасаду була завершена лише в 1507 році.
Будівельний договір зобов'язував ченців використовувати частину доходу від земель, які належали монастирю, на продовження вдосконалення будівлі. Отже, Чертоза включає величезну колекцію творів мистецтва всіх століть з 15 по 18 століття.
У 1782 році картузіани були вигнані австрійським імператором Йосипом II, і в Чертозі їх змінили цистерціанці в 1784 році, а потім кармеліти в 1789 році. У 1810 році монастир був закритий, доки в 1843 році картузіани не повернули його. У 1866 році він був оголошений національним пам'ятником і конфіскований італійською державою, хоча деякі бенедиктинці проживали там до 1880 року. Ченці, які зараз живуть у монастирі, є цистерціанцями, прийнятими до нього в 1960-х роках.
У серпні 1946 року в комплексі було виявлено незаконно ексгумований труп Беніто Муссоліні. Двох братів-францисканців звинуватили у сприянні приховуванні тіла.

## Церква

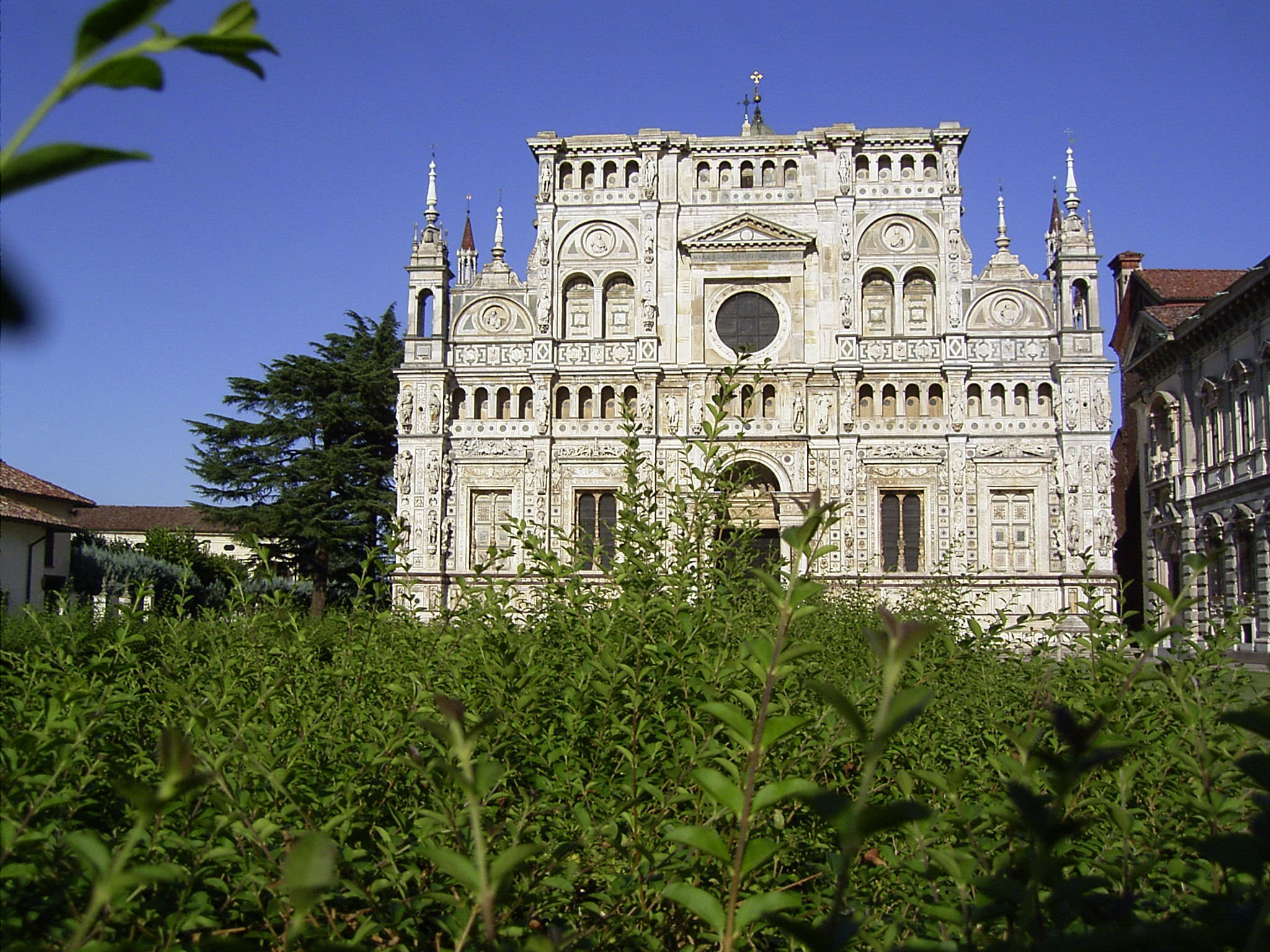
Вид на фасад.

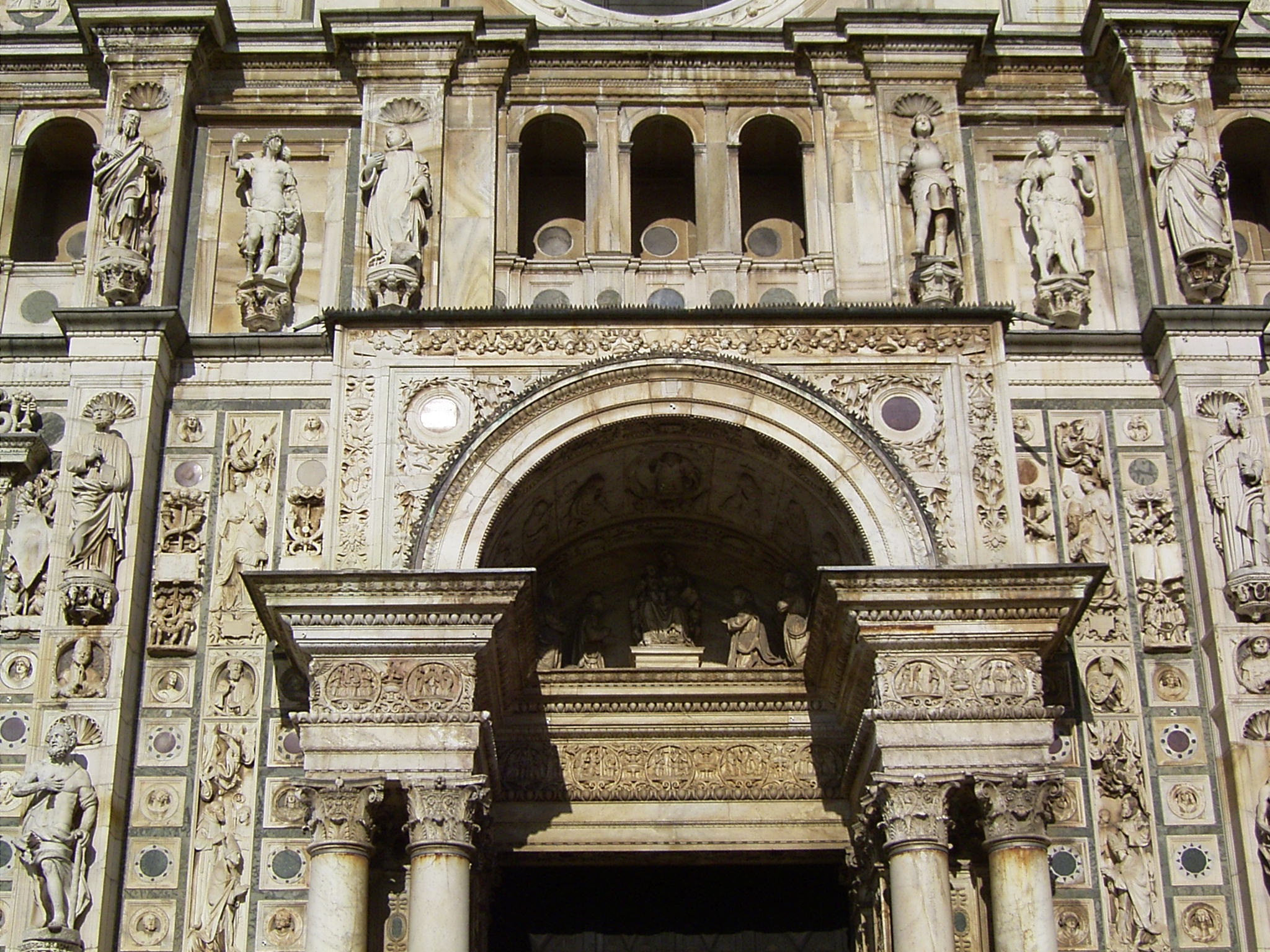
Портал.

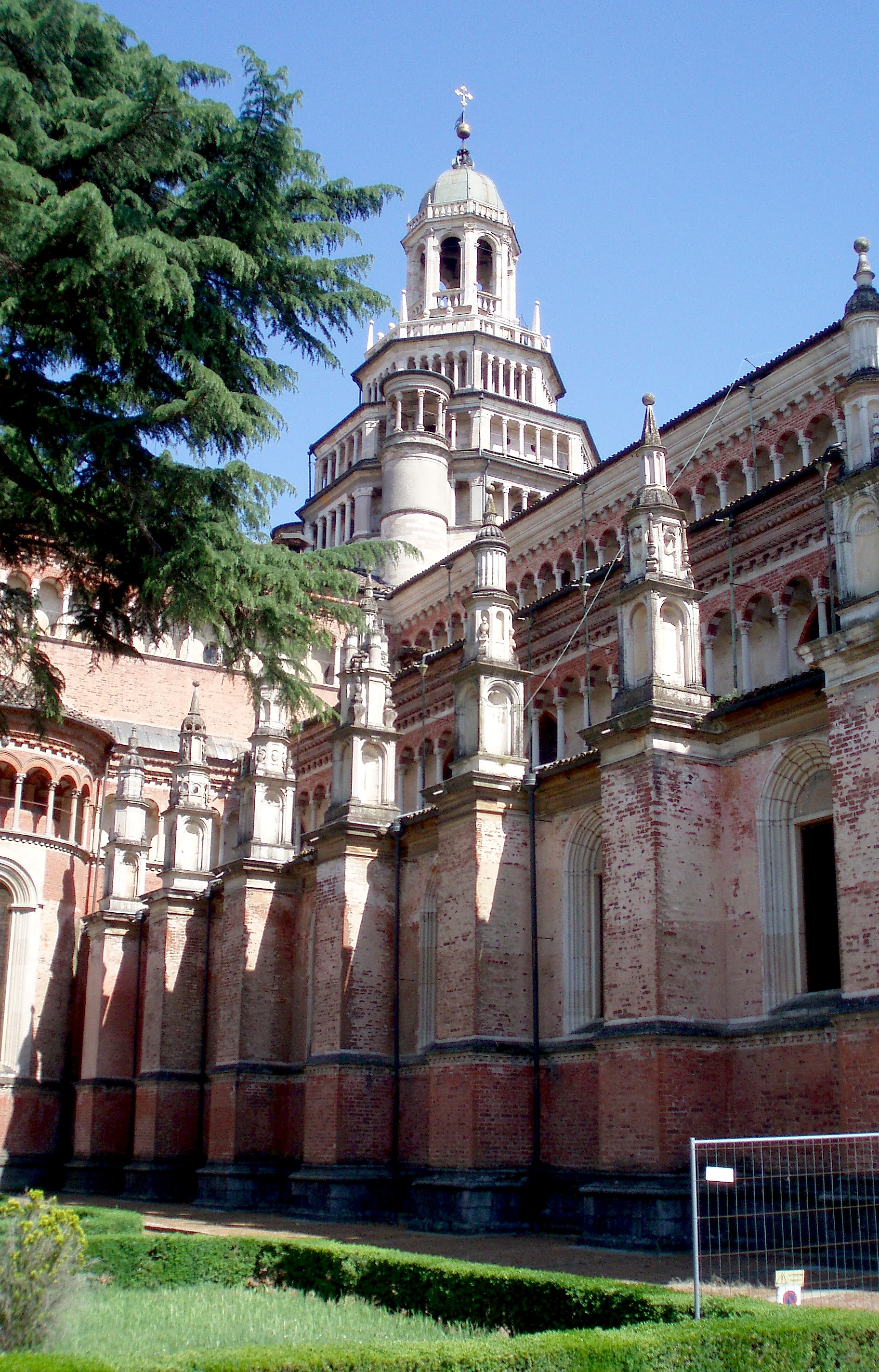
Вид збоку на церкву з куполом.

Церква збудована на плані латинського хреста з нефом, двома боковими нефами та трансептом, характерним для готичної архітектури. Він покритий хрестовими склепіннями на готичних арках і натхненний Міланським собором. Склепіння альтернативно прикрашені геометричними фігурами та зоряним небом. Трансепт і головна каплиця закінчуються каплицями квадратного плану з меншими напівкруглими апсидами з трьох боків.
Фасад церкви славиться пишними прикрасами, характерними для ломбардської архітектури, кожна частина прикрашена рельєфами, інкрустованим мармуром і статуями. Серед скульпторів, які працювали над ним, — Крістофоро Мантегацца та Джованні Антоніо Амадео. На додаток до прикладної скульптури, сам фасад має багату скульптурну цінність через контраст між багатими фактурними поверхнями, виступаючими контрфорсами, горизонтальними ходами та арочними отворами, деякі з яких затінені, а ті, що на маленьких дзвіницях, відкриті до неба.

Архітектор Джованні Соларі, побудувавши подвійний ряд аркад по флангах церкви, змінив її зовнішній вигляд. Після його смерті в Павії його змінив син Гвініфорте Соларі, але робота припинилася зі смертю Гініфорте в 1478 році.
Портал у стилі класицизму створений Бенедетто Бріоско (1501). Ганок має велику арку класицистичної форми, що спирається на парні коринфські колони.Над центральною аркою розташований неглибокий балкон із трьох арок, над яким височіє центральне вікно.
Будівництво було перервано в 1519 році, оскільки робота йшла вперед через умови французької окупації в Ломбардії після війни Камбрейської ліги. Французькі війська отаборилися навколо Чертози. Позначення робіт на фасаді не відновлювалися до 1554 року, коли був затверджений доопрацьований проект під керівництвом Крістофоро Ломбардо для завершення фасаду над другою аркадою; там мармурову інтарсію замінили багаті скульптурні оздоби нижньої частини. Кілька останніх деталей додав Галеаццо Алессі.

## Малий і Великий монастирі
Елегантний портал зі скульптурами братів Мантегацца та Джованні Антоніо Амадео веде від церкви до Малого монастиря (італійською: Chiostro Piccolo). У центрі є невеликий сад. Найяскравішою особливістю є теракотове оздоблення малих пілястр, виконане Рінальдо де Стауріс між 1463 і 1478 роками. Деякі аркади прикрашені фресками Даніеле Креспі, нині частково зруйновані. Також заслуговує на увагу лавабо кінця 14 століття з каменю та теракоти, зі сценами Ісуса з жінкою Самарії біля криниці.
Подібні прикраси також характеризують Великий монастир (італ. Chiostro Grande), розміром 125x100 метрів. Витончені келії ченців відкриваються до центрального саду. Аркади мають колони з дорогоцінними прикрасами з теракоти, з тондо, що зображують святих, пророків та ангелів, або з білого та рожевого веронського мармуру.

## Картини

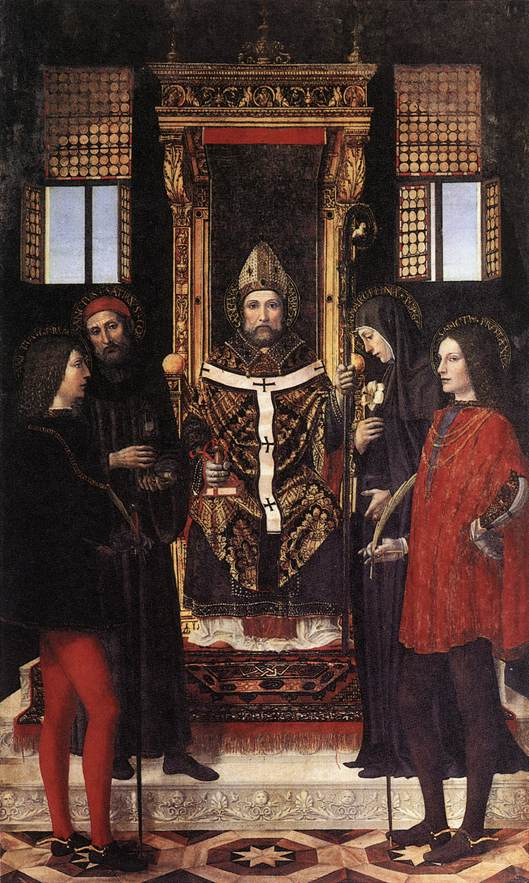
Панно Св. Амвросія Амброджіо Бергоньоне

У головній апсиді церкви знаходиться фреска Бергоньоне, присвячена урочистості Марії між Франческо та Людовіко Сфорца. Інші фрески зі святими і пророками були виконані ломбардськими художниками, в тому числі молодим Бернардіно Зенале .
У Чертозі були написані шедеври Бергоньоне, включаючи панно Святого Амвросія (1490), Сан-Сіро (1491) і, що особливо важливо, Розп'яття (1490). Інші роботи Бергоньоне зараз знаходяться в інших музеях Європи.
Інші картини в церкві включають Святого Отця, панно Джованні Баттіста Креспі, Іл Мораццоне, Герчіно, Франческо Каїро і Даніеле Креспі, а також залишки поліптиху Перуджіно.
У південному трансепті знаходиться гробниця Джана Галеаццо Вісконті, розпочата в 1494—1497 роках Джованні Крістофоро Романо і Бенедетто Бріоско, але завершена лише в 1562 році. У північному трансепті знаходиться могила Людовіко Сфорца, 7-го герцога Міланського, і його дружини Беатріче д'Есте. Скульптури на гробниці були перенесені сюди в 1564 році з міланського костелу Санта-Марія-делле-Граціє, статуї зазвичай вважаються шедевром Крістофоро Соларі.
У каплиці Сан-Мікеле (Каплиці Святого Михайла) знаходяться фрески Карло Франческо Нуволоне.

## Вітражі та інші роботи
Монастир володіє важливою колекцією вітражів, виконаних майстрами, що працювали в Ломбардії в 15 столітті, включаючи Дзанетто Бугатто, Вінченцо Фоппа, Бергоньоне та Ганса Вітца.
Є багато помітних декоративних скульптурних робіт, які включають різьблені дерев'яні хори, мармурові фасади вівтаря та бронзові канделябри роботи Аннібале Фонтани. Також примітний головний вівтар кінця 16 століття. У ризниці склепу, серед інших скарбів, міститься триптих із слонової кістки та слонової кістки гіпопотама Бальдассара дельі Ембріачі, подарований Джаном Галеаццо Вісконті.

## Інше

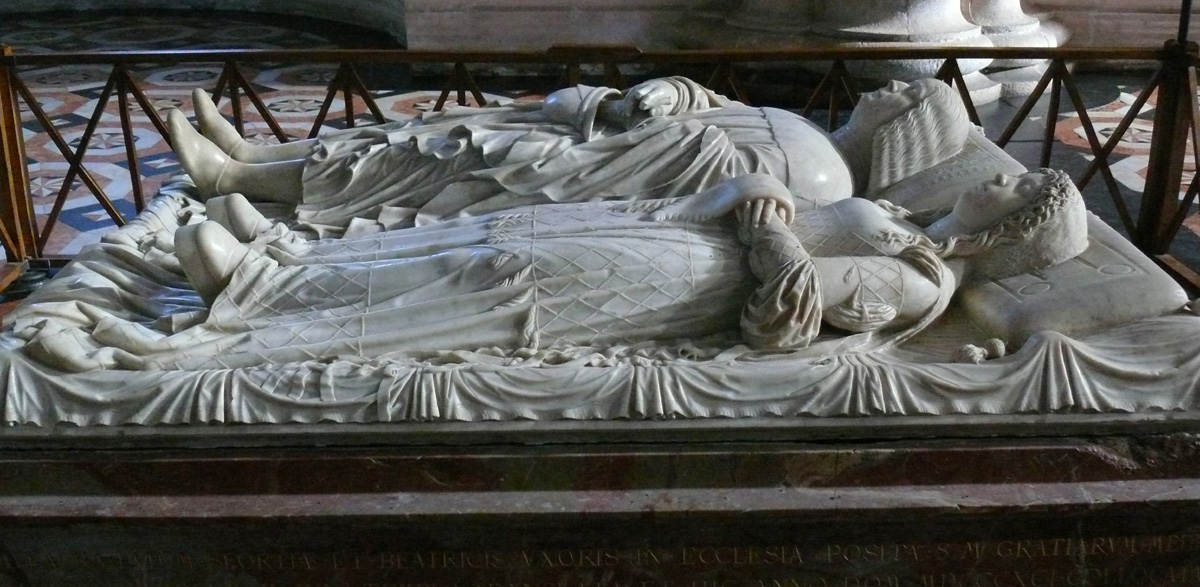
Могила Людовіко іль Моро та Беатріче д'Есте Крістофоро Соларі.

Нова ризниця містить яскравий цикл фресок братів Соррі, що належать до пізнього сієнського маньєризму. На стінах є картини Франческо Каїро, Камілло Прокаччіні, Іл Пассіньяно та Джуліо Чезаре Прокаччіні, а вівтарний образ 1524 року розпочав Андреа Соларіо, пізніше завершений Бернардіно Кампі.
Також примітна трапезна, яка спочатку використовувалася як церква під час будівництва, в якій збереглася фреска з «Таємною вечерею» Оттавіо Семіно 1567 року, а в склепінні — Мадонна з немовлям і пророками Бергоньоне. У Foresteria або Palazzo Ducale, побудованому в 17 столітті Франческо Марія Річіні, знаходяться фрески і картини Вінченцо і Бернардіно Кампі, Бартоломео Монтанья, Бергоньоне і Бернардіно Луїні.

## Поховання
- Людовіко Сфорца — ні Людовіко, ні його дружина Беатріче насправді тут не поховані, це кенотаф, тобто порожній похоронний пам'ятник
- Беатріче д'Есте
- Джан Галеаццо Вісконті
- Ізабелла, графиня Вертус

## Галерея

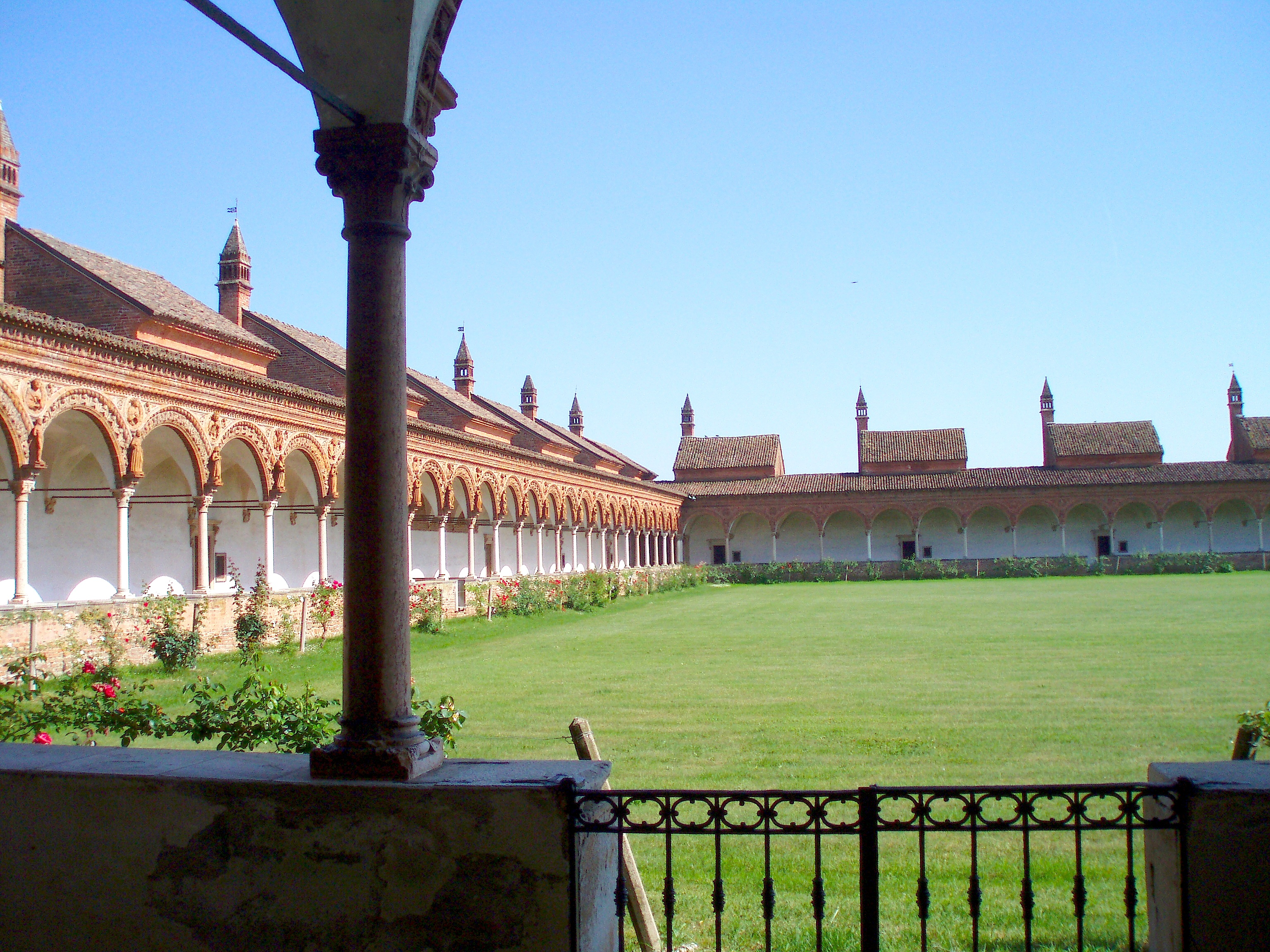
Великий монастир
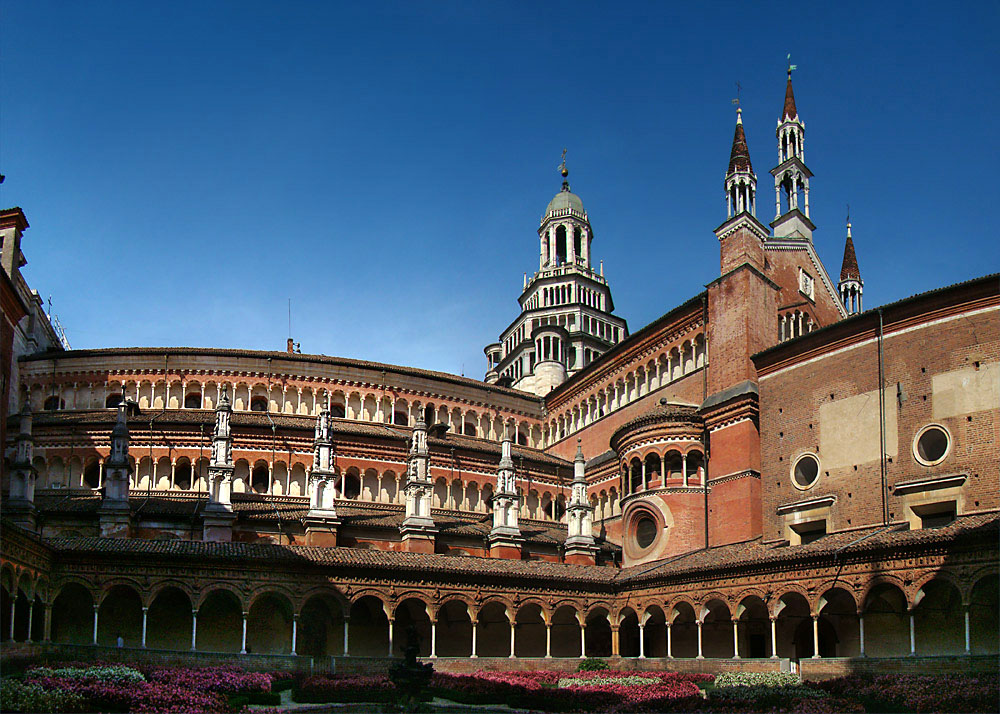
Вид на Чертоза ді Павія з Малого монастиря